# Kuplet
Kuplet (fr. couplet) – dwuwiersz o charakterze pieśniowo-tanecznym występujący we francuskiej poezji średniowiecznej, a współcześnie w twórczości ludowej.
Kupletem nazywa się też kabaretową piosenkę satyryczną, podejmującą aktualne tematy obyczajowe lub społeczno-polityczne.
Kuplet to część ronda muzycznego rozdzielająca dwa sąsiadujące ze sobą refreny.